# Juan Antonio Granados
Juan Granados es un escritor español y profesor de un instituto de educación media. Sus obras se basan siempre en investigaciones históricas.

## Biografía
Se licenció en Historia Moderna en la Universidad de Santiago de Compostela en el año 1984. A partir de ahí colaboraría tanto individual como grupalmente en diversos proyectos de distinta índole dentro del campo de la historia.
Actualmente trabaja como catedrático, aparte de ser el director de una revista llamada EDUGA (Revista Galega do Ensino). También ha tenido otros trabajos como el de inspector de educación.

### Columnista
Durante el periodo de tiempo transcurrido desde 2002 hasta 2009, Juan Granados fue columnista en el diario provincial El Correo Gallego. Su columna se llamaba «El barril de amontillado».
A partir de 2010, inició una nueva columna en el diario ABC, en esta ocasión su columna se llamaría «Entre brumas».

## Obra
Las obras de este escritor se pueden diferenciar en dos etapas, la primera más puramente estudiosa y objetiva, mientras que en la segunda etapa comienza a sumergirse en la literatura plasmada sobre un marco histórico verídico.

### 1.ª Etapa
- Historia de Ferrol - 1998 ISBN 978-84-89444-43-0
- Historia Contemporánea de España - 1998 ISBN 978-84-89444-47-8
- Historia de Galicia - 1999 ISBN 978-84-89444-72-0

### 2.ª Etapa
- Sartine y el caballero del punto fijo - 2003
- El Gran Capitán - 2006 ISBN 978-84-350-1877-7
- Sartine y la guerra de los guaraníes - 2010 ISBN 978-84-350-6168-1
- Breve historia de los Borbones españoles - 2010 ISBN 978-84-9763-942-2
- Breve Historia de Napoleón - 2013 ISBN 978-84-9967-465-0
- España, la crisis del Antiguo Régimen y el siglo XIX - 2013 ISBN 978-84-15930-03-7
- Entre brumas - 2014 ISBN 978-84-938089-7-6
- La guerra de sir John Moore: Historia de la campaña del ejército británico en el noroeste peninsular durante la Guerra de la Independencia, 1808-1809 - 2016 ISBN 978-84-15930-94-5
- Breve historia del liberalismo - 2019 ISBN 978-84-9967-990-7